# Reculée
Reculée ou fórnea é um recuo pronunciado em forma de anfiteatro de uma zona baixa para dentro de um planalto calcário (calcários duros mas permeáveis no topo e calcários margosos e margas menos duros na base). Pode ser simples ou ter várias ramificações e um comprimento de alguns metros até 1 km.

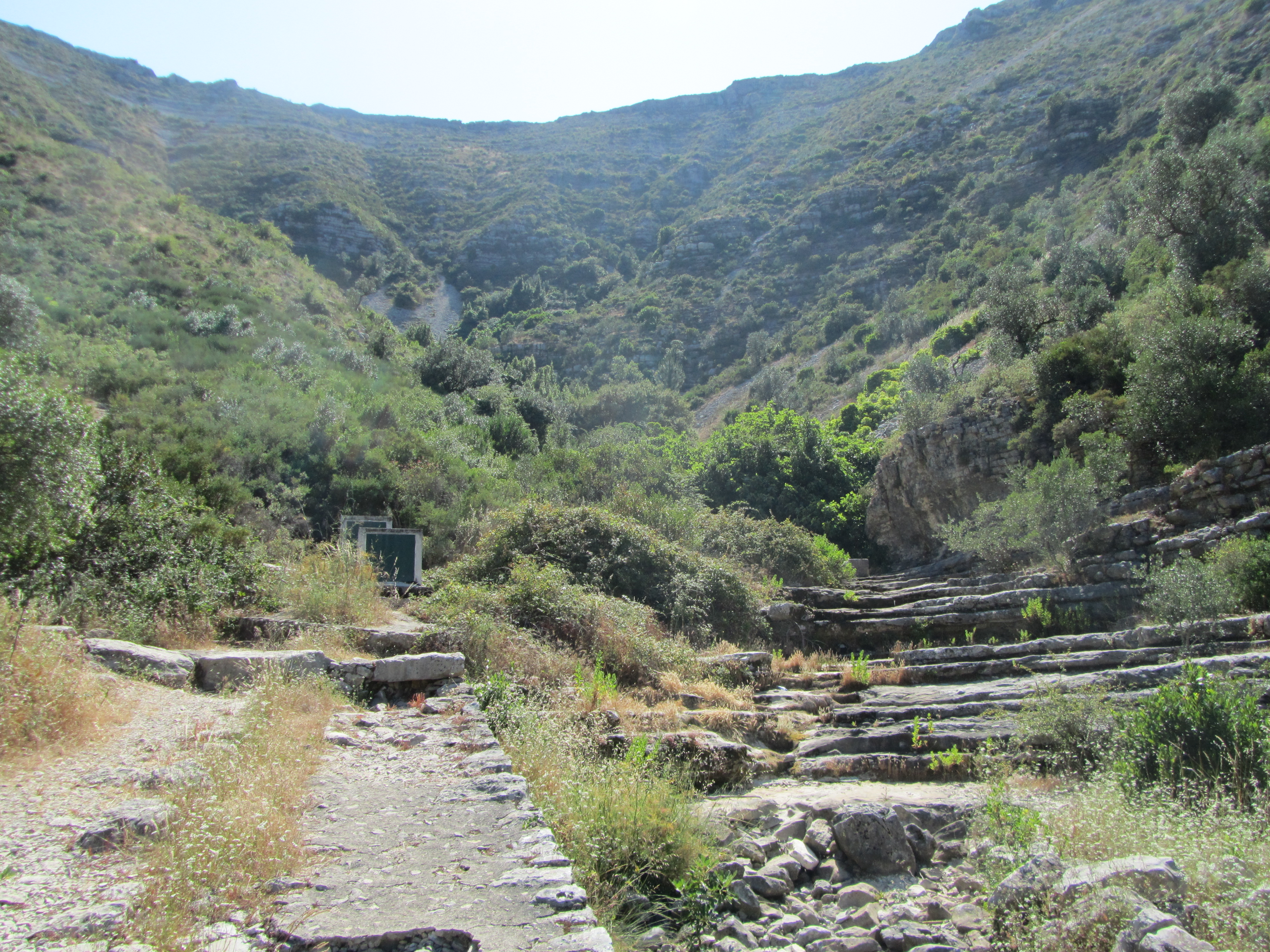
Fórnea, serra dos Candeeiros, Portugal
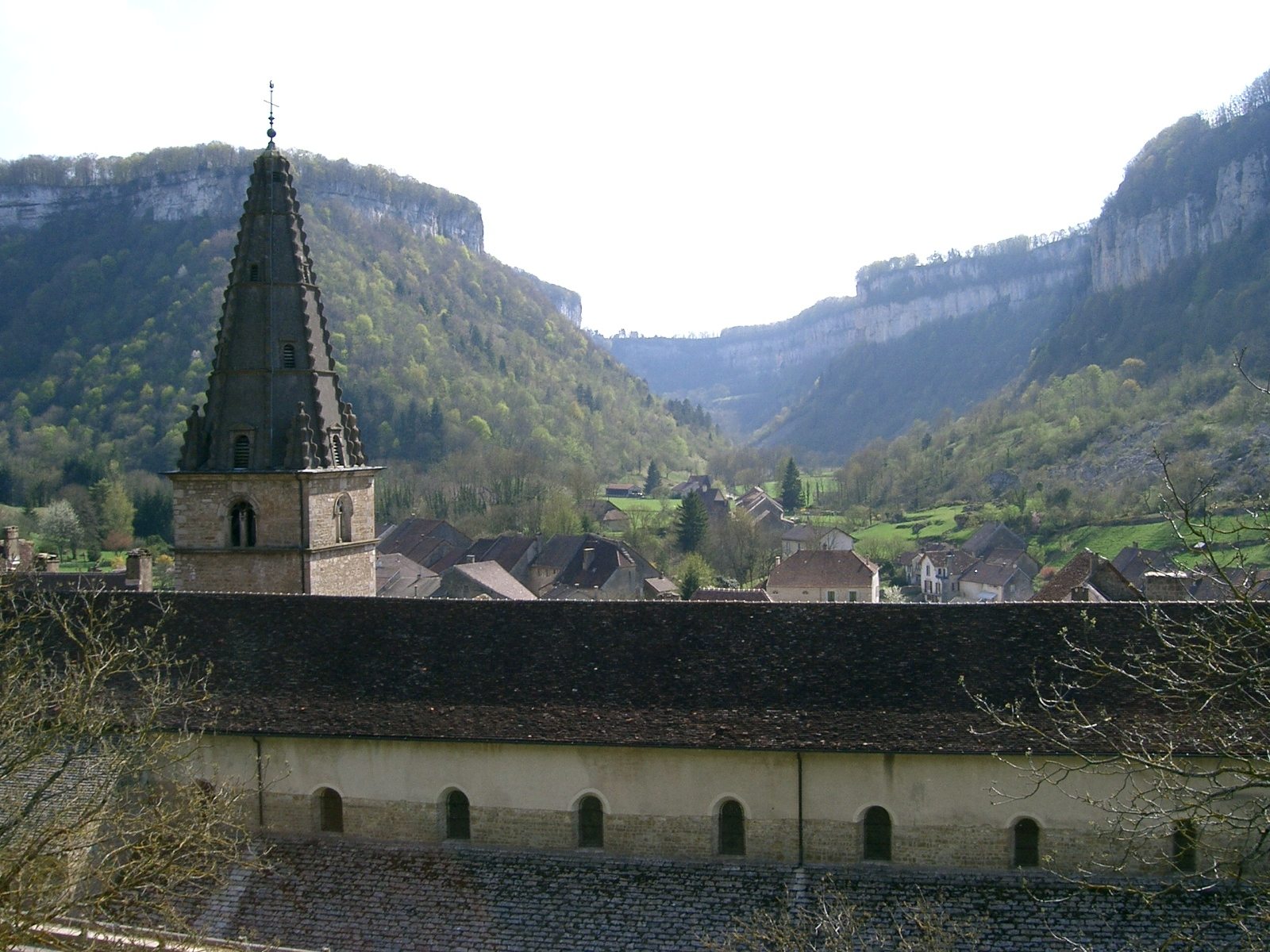
Baume-les-Messieurs - abadia e reculée, França
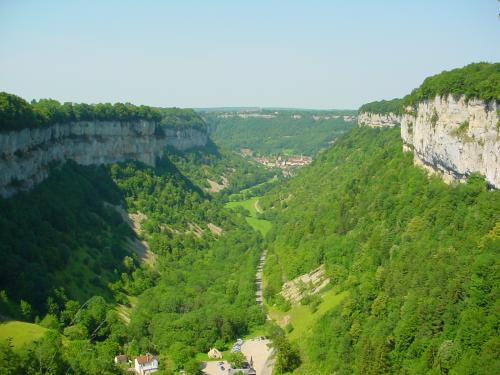
Reculée de Baume-les-Messieurs no Jura, França